# Полесе (Пулавський повіт)
Полесе (пол. Polesie) — село в Польщі, у гміні Пулави Пулавського повіту Люблінського воєводства.
Населення — 165 осіб (2011).
У 1975-1998 роках село належало до Люблінського воєводства.

## Демографія
Демографічна структура станом на 31 березня 2011 року:
|          | Загалом | Допрацездатний вік | Працездатний вік | Постпрацездатний вік |
| -------- | ------- | ------------------ | ---------------- | -------------------- |
| Чоловіки | 87      | 17                 | 60               | 10                   |
| Жінки    | 78      | 12                 | 48               | 18                   |
| Разом    | 165     | 29                 | 108              | 28                   |